# Vicksburg (Michigan)
Pour les articles homonymes, voir Vicksburg.
Vicksburg est un village du comté de Kalamazoo, dans l'État du Michigan, aux États-Unis. En 2020, il comptait une population de 3 706 habitants.